# Снежково (Челябинская область)
Снежково — посёлок в Троицком районе Челябинской области. Входит в состав Троицко-Совхозного сельского поселения.

## География
Расположен в центральной части района, на берегу р. Уй. Рельеф — равнина (Западно-Сибирская равнина); ближайшая выс.— 220 м. Ландшафт — лесостепь. С. связано шоссейными дорогами с соседними населенными пунктами. Расстояние до районного центра (Троицк) 35 км, до центра сельского поселения (пос. Скалистый) — 1 км.

## История
Поселок вырос на месте хутора Снежкова, построенного в 1890 в черте станицы Кособродской. В начале 20 века на хуторе осели переселенцы с Украины. 
По данным статистики, в 1920-х гг. Поселок относилось к Нижне-Санарскому сельсовету, состояло из 10 дворов.
В советский период на территории поселка размещалась бригада 1-го отделения совхоза «Троицкий», с 1986 — отделение опытно-производств. хозяйства «Троицкое» (с 2001 Гос. унитарное опытно-производств. с.-х. предприятие Челябинского НИИ с. х-ва).

## Население
| 2002 | 2010 |
| ---- | ---- |
| 315  | ↘282 |

(в 1926 — 61, в 1956 — 105, в 1959 — 102, в 1970 — 170, в 1995 — 341)

## Улицы
- Улица 8 Марта
- Выгонная улица
- Молодежная улица
- Полевая улица